# El Nuevo Mundo

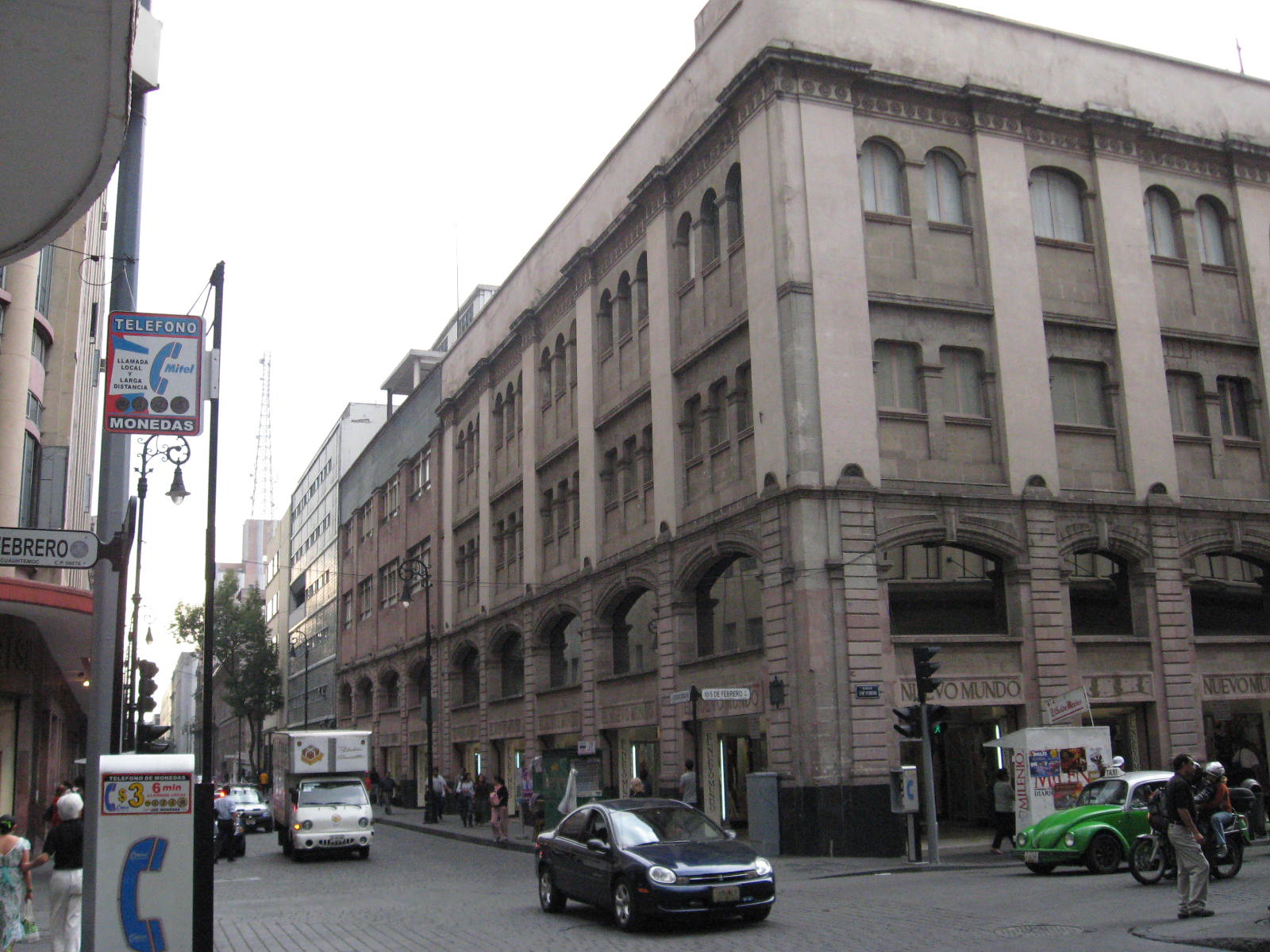
Almacén en la Cd. de México 2008

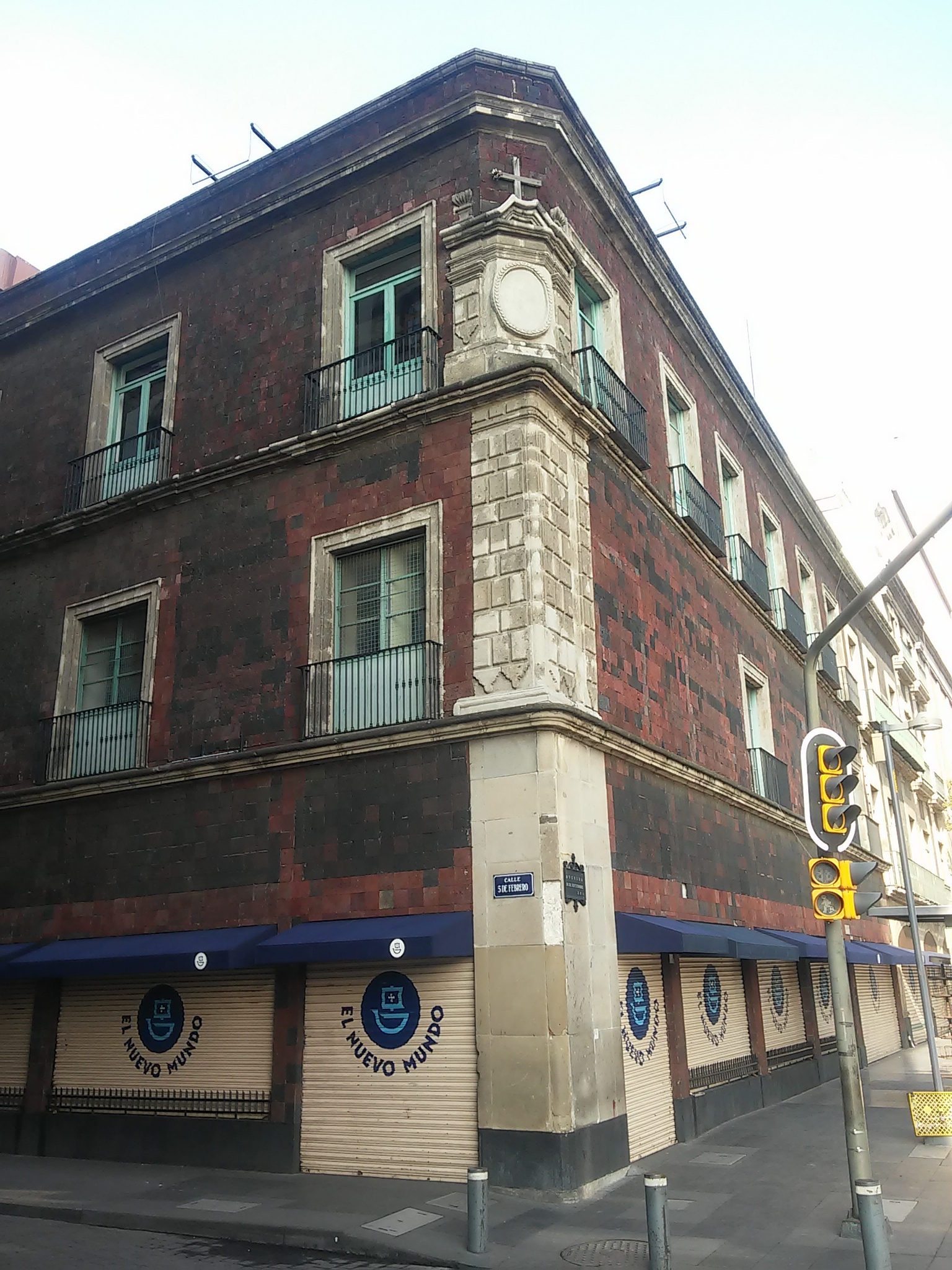
Parte trasera, almacén Ciudad de México

El Nuevo Mundo es una cadena mexicana de 11 tiendas departamentales ubicadas en 8 áreas metropolitanas, en 7 estados más la capital de dicho país. Su primera tienda se abrió en el año 1877 en la calle de Venustiano Carranza en la Ciudad de México, sobre la cual se encuentran otros almacenes conocidos como Liverpool y El Palacio de Hierro.

## Historia
A mediados del siglo XIX, en la Ciudad de México, las pequeñas tiendas, conocidas como cajones comenzaron a aparecerse, vendiendo ropa y telas de calidad y de moda al creciente mercado mexicano de alta gama, lo que para los clientes antes significaba viajar a Europa o esperar meses a que llegaran barcos del Viejo Mundo con los productos anunciados. En 1877 el español Don Bernardo García Robes y Ordoñez fundó El Cajón de El Nuevo Mundo en la esquina de Capuchinas y 1ra Monterilla, hoy calles Venustiano Carranza y 5 de Febrero, en el centro histórico de la Ciudad de México. La tienda vendía telas de alta calidad, sombreros y sombrererías, ropa femenina y perfumes importados de Europa, ya que la industria manufacturera mexicana apenas estaba comenzando.
En 1910, año en que comenzó la revolución mexicana, se constituyó la empresa que se convirtió en El Nuevo Mundo México SA. En 1949 la empresa abrió una sucursal en Guadalajara, con el nombre de Almacenes Colón, pero cambió en 1963 a El Nuevo Mundo Guadalajara. En 1956 abrió una sucursal en Monterrey en la calle Padre Mier que con el tiempo se fue ampliando hasta el área actual de 10,000 metros cuadrados.
Las líneas de productos incluyen indumentaria y calzado para hombres, mujeres y niños, telas, cortinas, decoración, artículos para el hogar, electrodomésticos y mercería.

## Historias
Las tiendas El Nuevo Mundo están ubicadas en:
| Almacenes El Nuevo Mundo | Almacenes El Nuevo Mundo                                               | Almacenes El Nuevo Mundo                             | Almacén Mundara                         | Zapatería         |
| --- | ---------------------------------------------------------------------- | ---------------------------------------------------- | --------------------------------------- | ----------------- |
| - Acapulco, Gro. - Cuernavaca, Mor. - Guadalajara, Jal., Centro - Ciudad de México, centro histórico, c/Venustiano Carranza | - Monterrey - Centro de Monterrey - San Pedro Garza García - Guadalupe | - Veracruz, Ver. - Querétaro, Qro. - Tampico, Tamps. | - Guadalajara, Jal. C. C. Plaza del Sol | - Monterrey, N.L. |

La cadena también cuenta con un centro de distribución de tejidos.